# Huta (obwód rówieński)
Huta (ukr. Гута; daw. Huta Stepańska) – wieś na Ukrainie, w obwodzie rówieńskim, w rejonie kostopolskim. W 2001 roku liczyła 744 mieszkańców.
W II Rzeczypospolitej miejscowość należała do gminy wiejskiej Stepań w powiecie rówieńskim, a od 1 stycznia 1925 roku – kostopolskim województwa wołyńskiego.
W 1926 w Hucie Stepańskiej urodził się gen. Czesław Piotrowski. W latach 30. nauczycielem w Hucie Stepańskiej był Czesław Gawęda.
W okresie rzezi wołyńskiej Huta Stepańska stanowiła jeden z kilku ośrodków polskiej samoobrony.
Potomkiem jednej z rodzin, ocalonych w Hucie Stepańskiej, jest Janusz Horoszkiewicz, opiekun polskich miejsc pamięci na Wołyniu, badacz zbrodni OUN-UPA, laureat nagrody Kustosza Pamięci Narodowej.